# Dzong
Dzong is een architectuurstijl van forten in de voormalige en tegenwoordige Tibetaans boeddhistische koninkrijken in de Himalaya, in het bijzonder in Bhutan. De stijl kent een massieve vorm met hoog omhoog stevenende buitenmuren en binnenin een complex van binnenplaatsen, tempels en accommodaties voor lokaal bestuur en de monniken.

## Kenmerken
Dzongs kenmerken zich door:

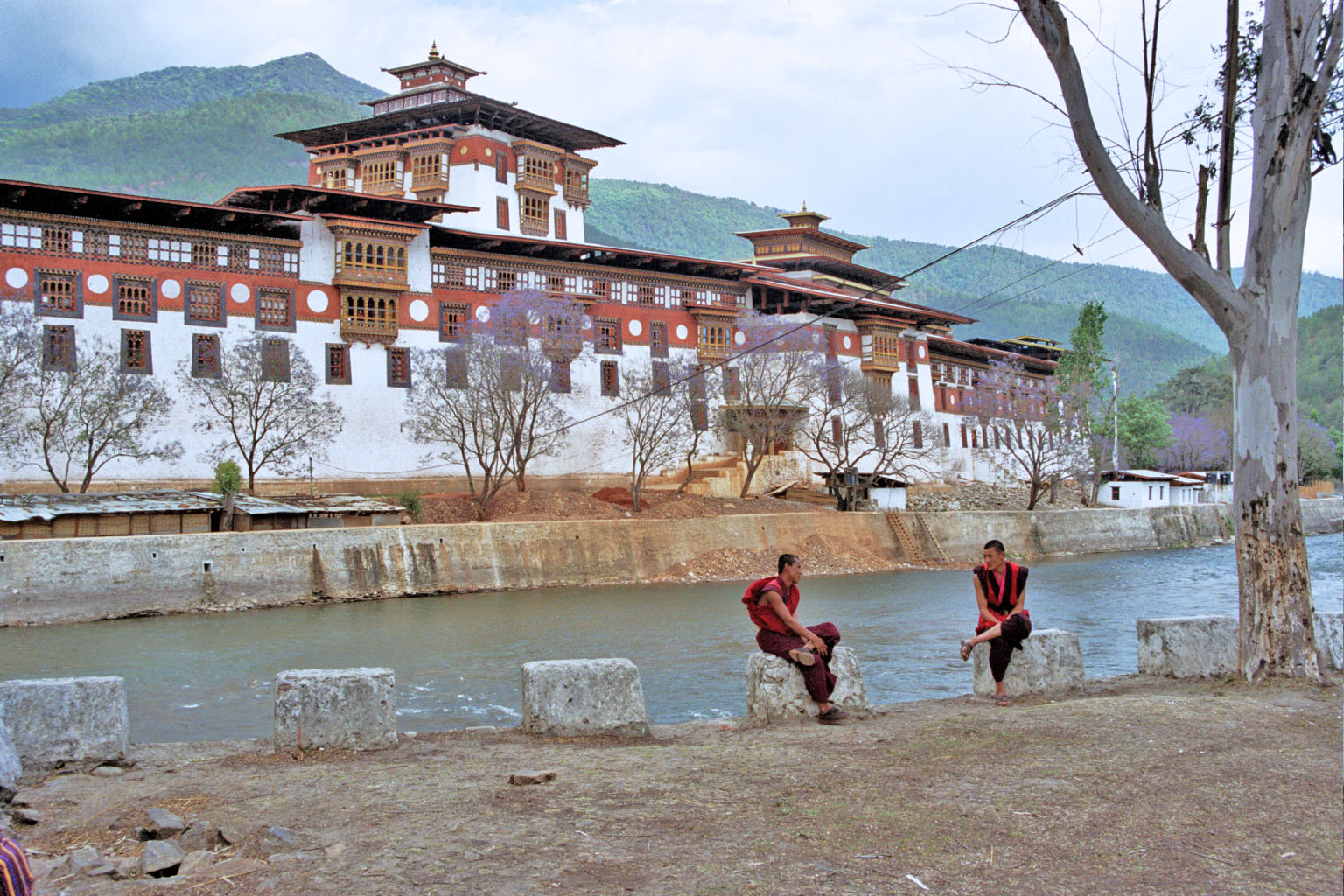
Punakhadzong en de rivier Mo Chhu

- Hoge naar binnen hellende muren van bakstenen en natuurlijke stenen die wit zijn geverfd. De muren hebben weinig of geen ramen in de lagere delen van de wal.
- Er is een rode okeren band aangebracht vlak bij de top van de muren, soms geaccentueerd met goudkleurige cirkels.
- Boven op de tempels liggen uitstaande daken die ook in de Tibetaanse architectuur terug te vinden zijn
- Massieve ingangsdeuren van hout en ijzer
- De binnenplaatsen en tempels hebben motieven van een boeddhistisch thema met opgewekte kleuren, zoals de ashtamangala of swastika.

## Functie
Dzongs fungeren als religieuze, militaire, bestuurlijke en sociale centra voor hun district. Ze zijn vaak de plaats voor jaarfeesten, zoals tsechu in Bhutan, of religieuze feesten. Er waren twee Dzongpöns voor elke Dzong, een lama en een leek. Zij werden zowel civiele als militaire macht toevertrouwd en werden in gelijke mate gerespecteerd door de ondergeschikte generaals en de amban in militaire zaken
De kamers in de dzong zijn voor de helft bestemd voor de bestuurlijke functie (zoals de kantoren van de penlop en voor de andere voor de religieuze functie (voornamelijk de tempel en de behuizing van de monniken. Deze verdeling kenmerkt het geïdealiseerd politiek dualisme tussen religieuze en administratieve takken in de Bhutaanse regering.

## Ligging van de dzongs

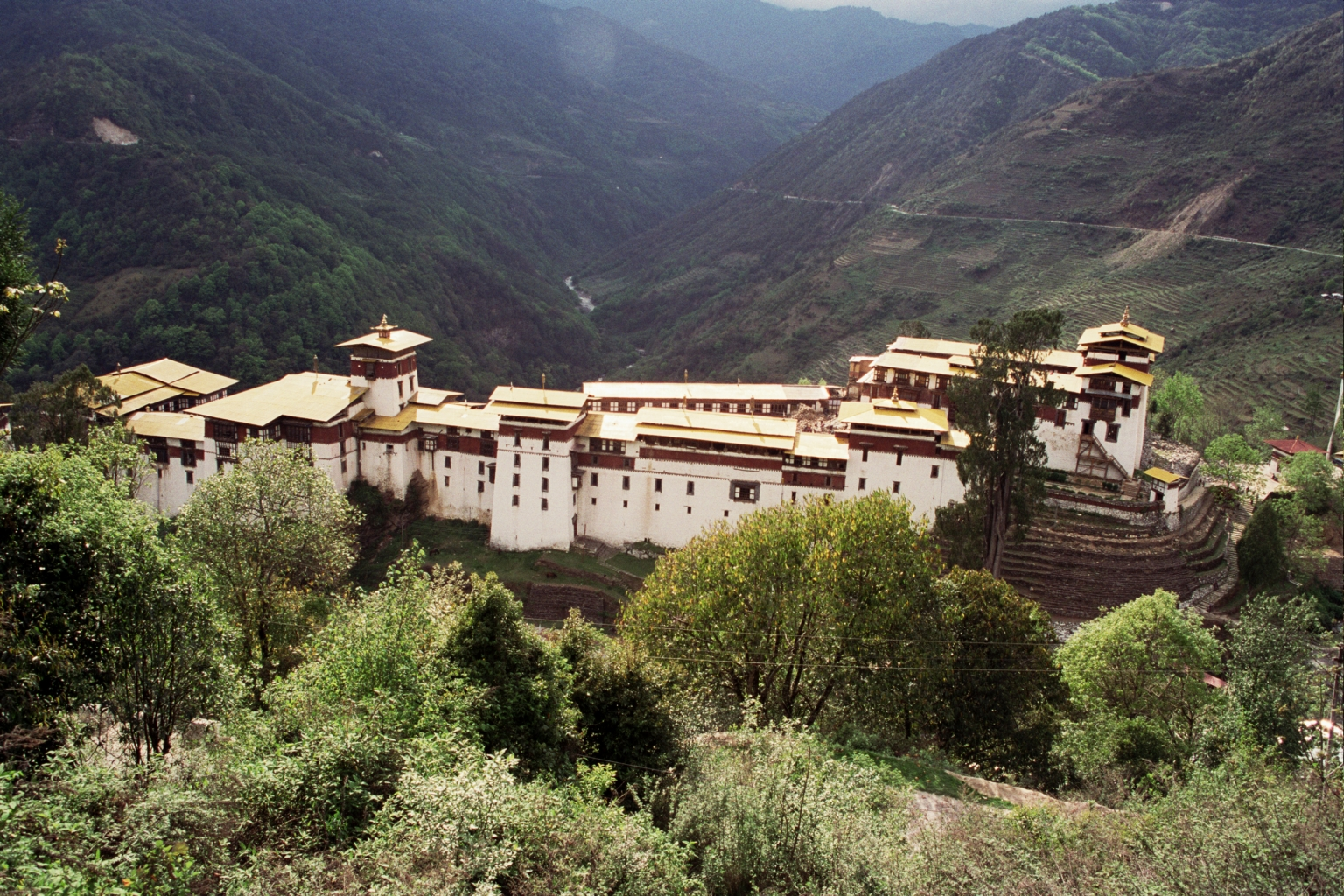
Trongsa Dzong

De Bhutaanse dzongarchitectuur bereikte een hoogtepunt in de 17e eeuw onder leiding van de grootlama Ngawang Namgyal. De grootlama vertrouwde op visioenen en omens om de ligging vast te stellen voor de dzongs. Niettemin staan veel dzongs op strategische plaatsen, zoals Wangdue Phodrang is gebouwd op een berguitloper die over de rivieren Puna Chhu en Tang Chhu heenkijkt. Dit maakte van het fort een sterke vesting tegen zuidelijke invallen. Drukgyel aan het hoofd van de Parovalei waakt over het traditionele Tibetaanse invasieroute die over de bergpassen van de Himalaya ging.

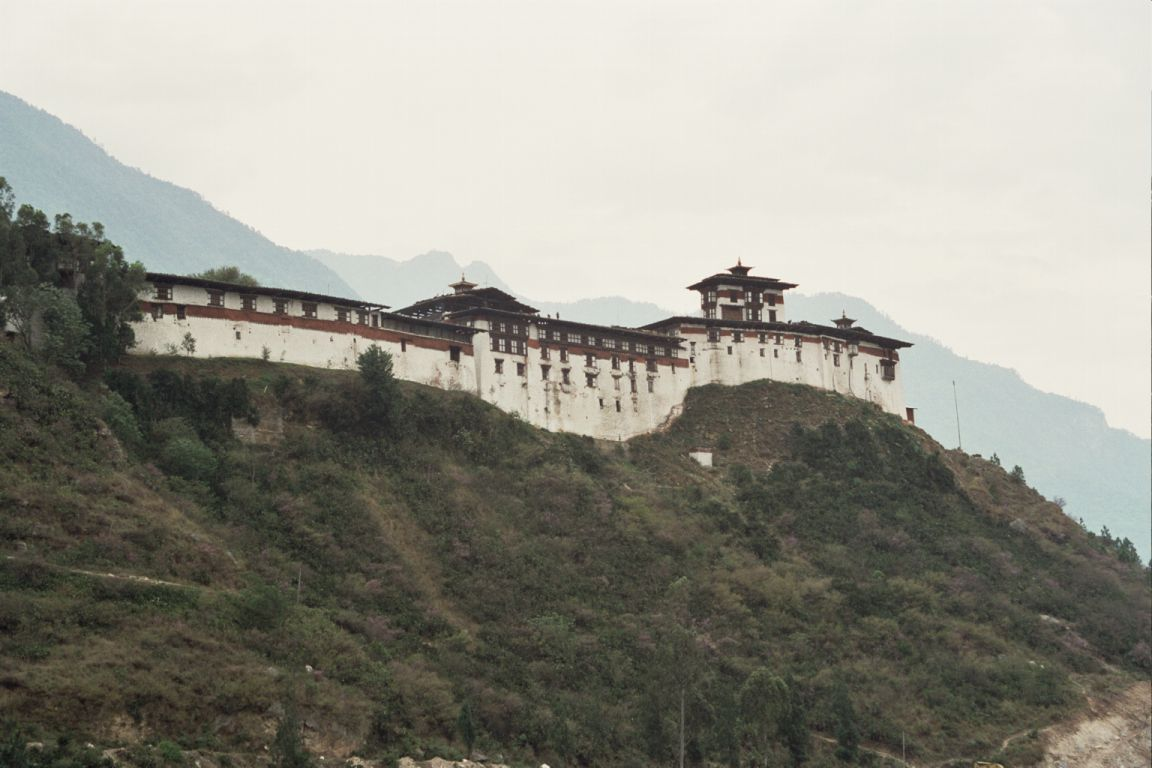
Dzong at Wangdue Phodrang, Bhutan.

Dzongs werden vaak op een heuveltop of een berguitloper gebouwd. Wanneer een dzong werd gebouwd op een heuvelhelling, werd er vaak een kleinere dzong of wachttoren direct heuvelopwaarts gebouwd, met het doel de schuine helling boven vrij te houden van aanvallers die anders naar beneden in de binnenplaats hadden kunnen schieten.
Punakha is een andersoortige dzong die is geplaatst op een platte landtong van de rivieren Mo Chhu en Pho Chhu. De rivieren omringen de dzong aan drie kanten, waardoor het bescherming biedt tegen aanvallen. De ligging bleek echter minder betrouwbaar tijdens de uitbraak van een gletsjermeer 90 km stroomopwaarts in 1994, waarbij een massale vloed op de Pho Chhu de dzong zwaar beschadigde en 23 mensen het leven kostte.

## Constructie

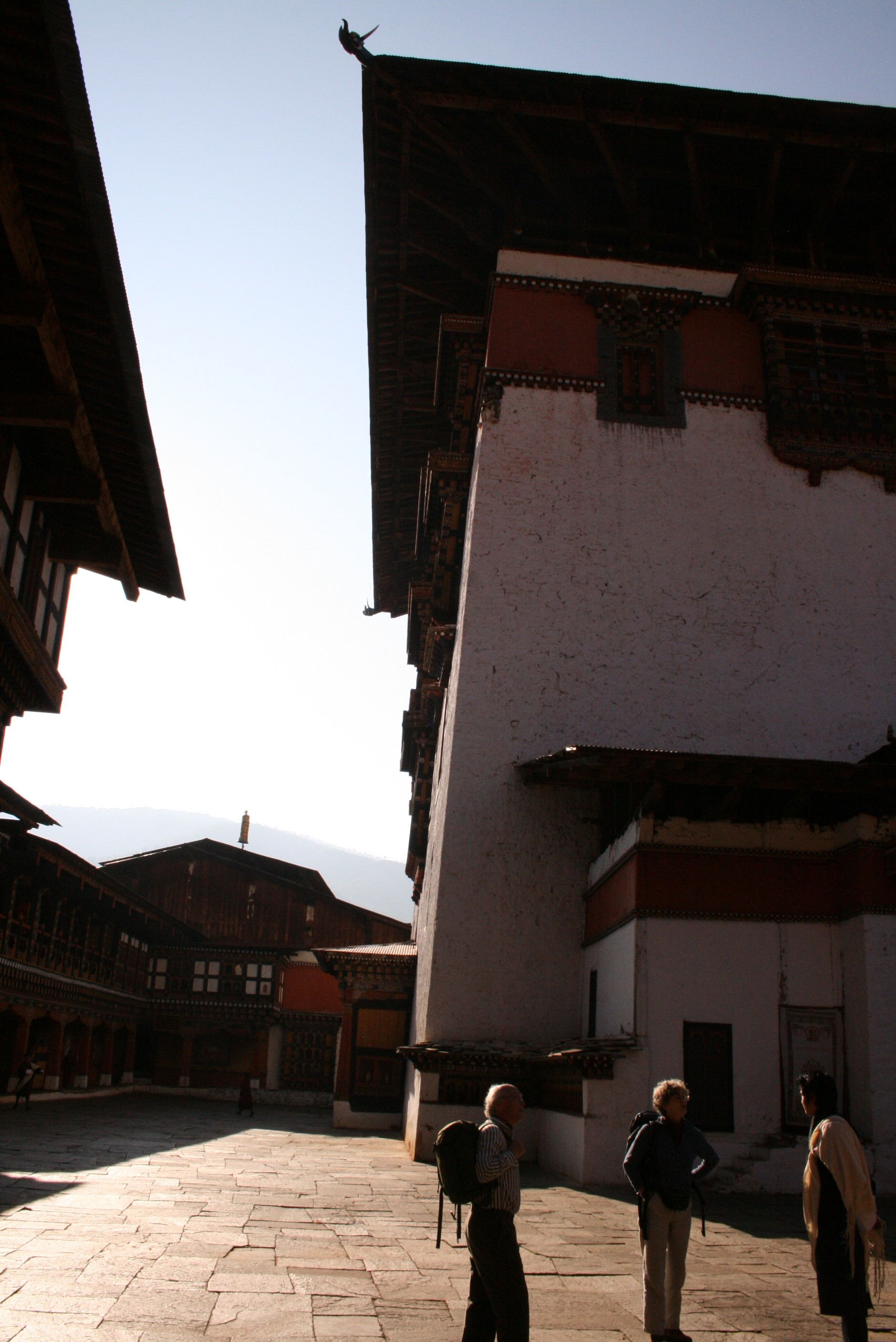
Binnenplaats en toren van Paro

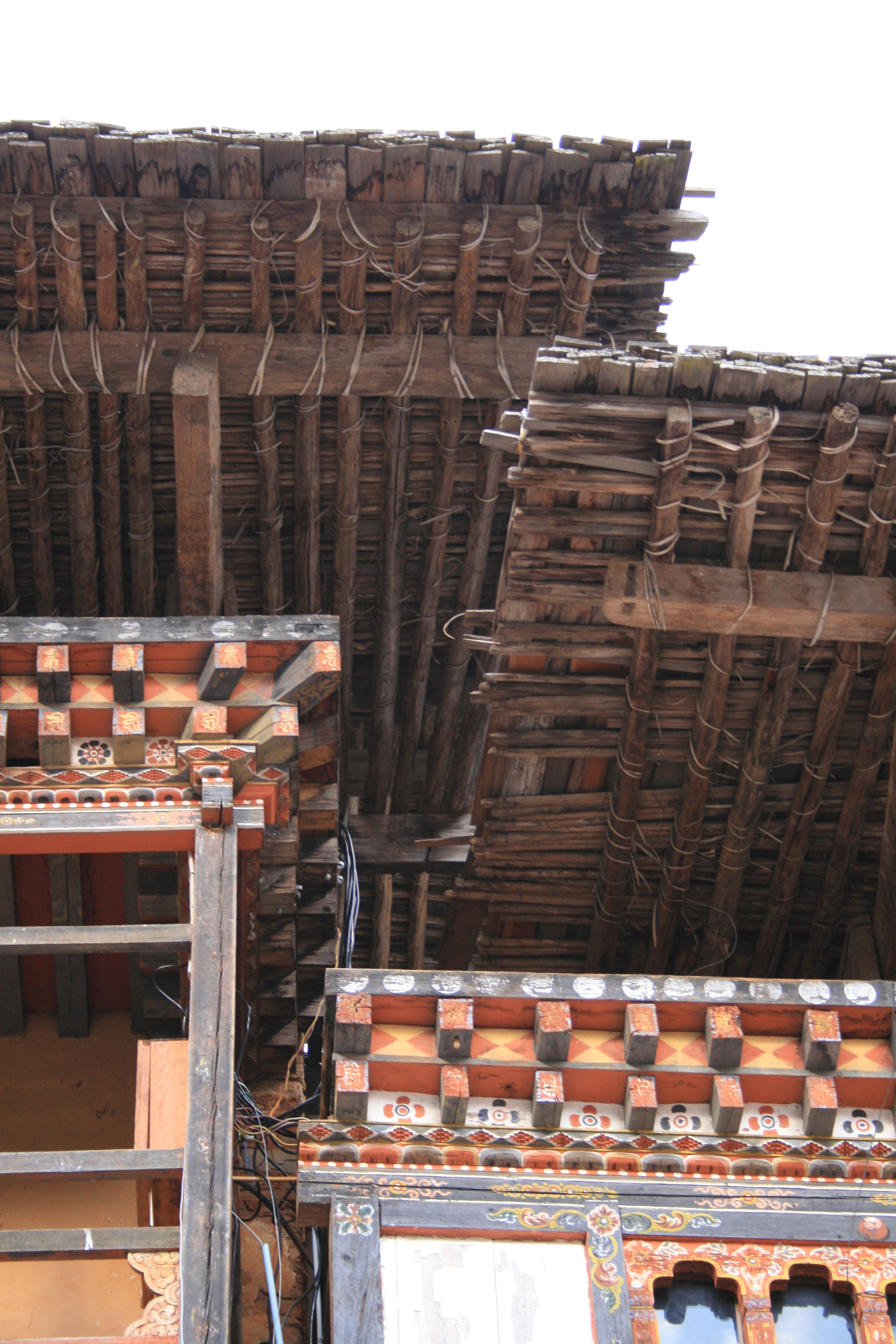
Dakconstructie van Tongsa

Traditioneel werden dzongs zonder een vooropgesteld architectonisch plan gebouwd. Daarentegen werd elke fase van de bouw onder leiding van een hooglama op basis van spirituele interpretatie uitgevoerd.
Oorspronkelijk werden de dzongs vaak op basis van corvee gebouwd, zijnde een soort belasting voor elk huishouden in het district. Onder deze regeling werd elk huishouden tijdens de bouw verplicht gedurende verschillende maanden een aantal werkers te leveren.
Dzongs hebben zware, gemetselde afscheidingsmuren die een of meer binnenplaatsen ommuren. De belangrijkste plaatsen zijn meestal verdeeld in twee afzonderlijke gebieden, met religieuze en bestuurlijke functies. De huisvesting is meestal ingedeeld langs de buitenmuur. Meestal is er een losse stenen toren geplaatst in het midden van de binnenplaats die plaats biedt voor de tempel en dienst kan doen als een verdedigbare citadel binnenin.
De belangrijkste binnenste draagmuren zijn eveneens met wit steen opgetrokken. De grotere ruimtes zoals de tempel hebben massieve houten pilaren van binnen en balken om galerijen te creëren rond een open centrale ruimte zonder steunpilaren. De kleinere delen zijn gemaakt van een fijn afgewerkt, geschilderd hout.
De daken zijn gemaakt van massief hardhout en bamboe waarbij geen spijkers zijn gebruikt. De onderste dankranden zijn openhartig gedecoreerd en zijn grotendeel opengelaten om de opslagruimte te ventileren. Traditioneel werden ze afgewerkt met houten dakleien die verzwaard werden met stenen. Eind 20e eeuw is dit grotendeels vervangen door ijzeren golfplaten. Het dak van Tongsa is een van de weinige daken die overleefden en werd hersteld in 2006/7.
De binnenplaatsen zijn bestraat met platte stenen en zijn in het algemeen iets verhoogd en toegankelijk via massieve stenen trappen en smalle verdedigbare ingangen met grote houten deuren. Alle deuren hebben drempels met het doel te verhinderen dat geesten binnenkomen. Tempels bevinden zich nog hoger dan de binnenplaats en zijn eveneens toegankelijk via trappen.

## Moderne architectuur in dzongstijl

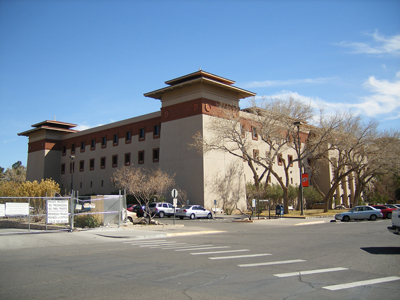
Bibliotheek van de Universiteit van Texas in El Paso

Grote moderne gebouwen in Bhutan hebben vaak qua uiterlijk vaak veel overeenkomsten met de dzongarchitectuur. Er zijn wel enkele moderne technieken aan toegevoegd, zoals een betonnen constructie.
Een voorbeeld van dzongarchitectuur in het Westen is de Universiteit van Texas in El Paso. De stijl komt echter zelden voor buiten de Himalayaregio.